# Главный театр Понтеведры
Главный театр Понтеведры (исп. Teatro Principal de Pontevedra) — театр, расположенный в старом городе Понтеведры (Испания).

## История
На месте нынешнего Главного театра Понтеведры до середины XIX века находилась церковь Святого Варфоломея Старого (галис. San Bartolomeu o Vello). К концу XVIII века это здание периода позднего Средневековья пришло в упадок. В 1769 году начался его снос, но окончательно церковь была снесена лишь в 1844 году.
Нескольких лет это место представляло собой открытую площадь. В 1864 году на нём были построены казино «Liceo» (архитектор Доминго Лареу) и Главный театр (архитектор Фаустин Флорес), которые были открыты 2 августа 1878 года. В апреле 1900 года в этом здании состоялся первый в истории города сеанс кинопоказа, а в декабре того же года - первое прослушивание фонографа.
14 апреля 1980 года пожар уничтожил оба этих здания, сохранились лишь стены. 22 августа 1983 года городской совет приобрёл руины театра, а 9 января 1984 года было объявлено о конкурсе проекта на его реконструкцию.
Нынешнее здание, открытое 3 января 1987 года, было построено по проекту архитектора Хосе Мийера Каридада, выигравшего соответствующий конкурс.

## Описание
Театр занимает пять этажей и два подвальных этажа, на которых расположены два выставочных зала и зрительный зал общей вместимостью 434 зрителя. Его сцена, площадью 52 м², оснащена мобильной платформой.
Фасад выполнен в неоклассическом стиле. Внутреннее пространство имеет подвесной потолок, который помогает улучшить акустику, а также скрыть с глаз установленное освещение. В его декоративном стиле прослеживается стремление объединить в себе внешний вид театров XIX века с более современным интерьером.

## Галерея

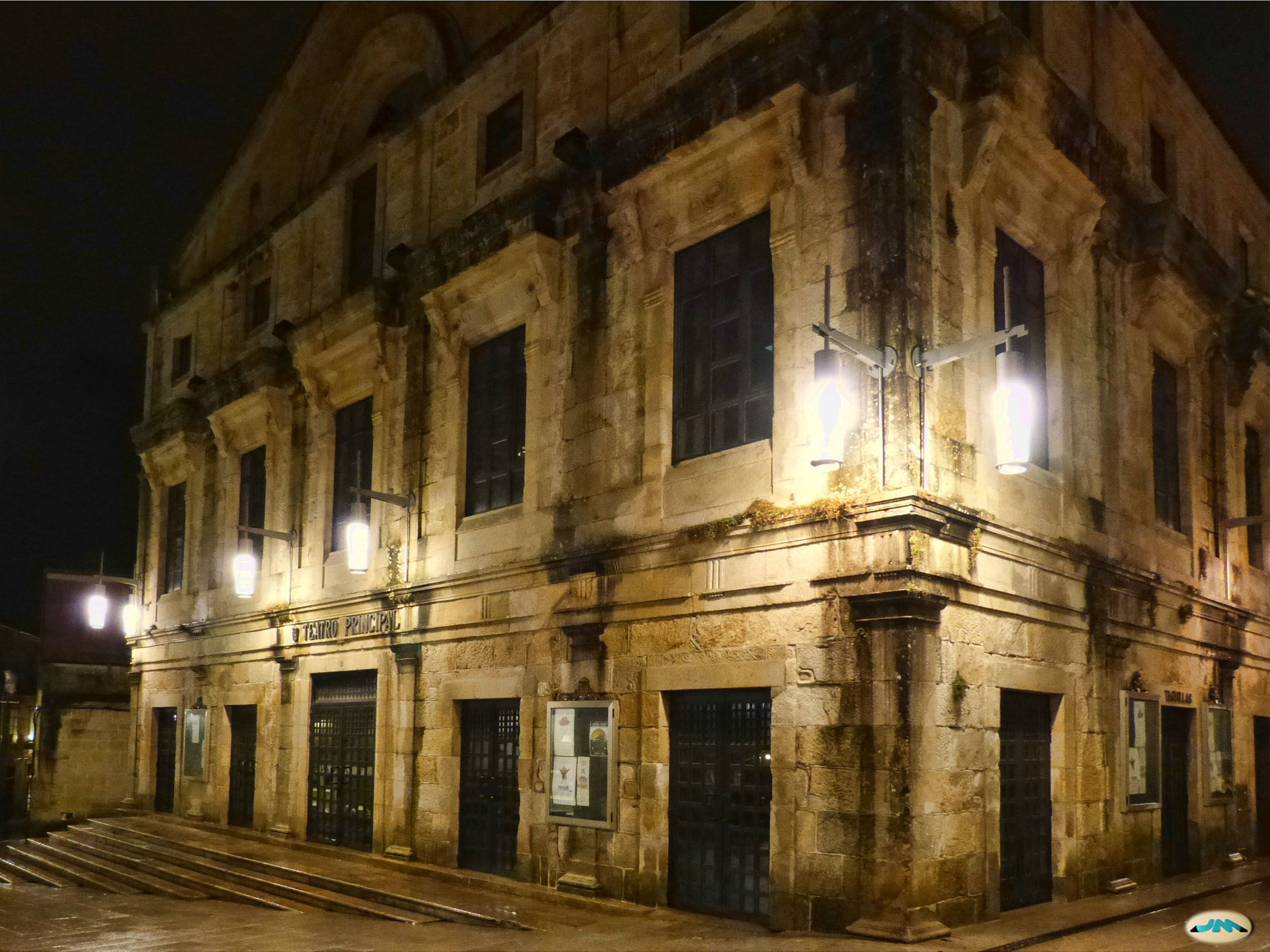
Фасад, подсвечиваемый ночью
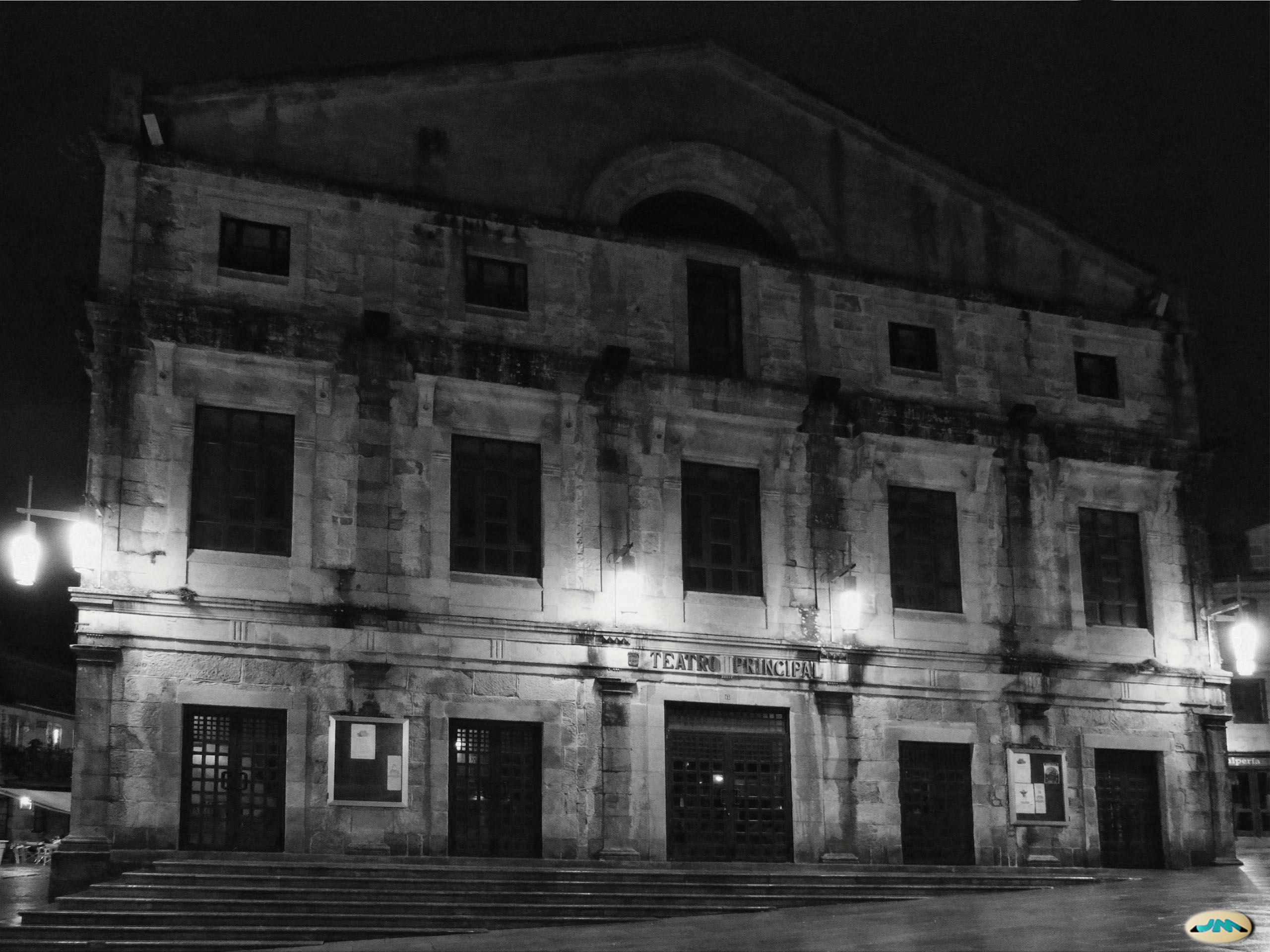
Фасад
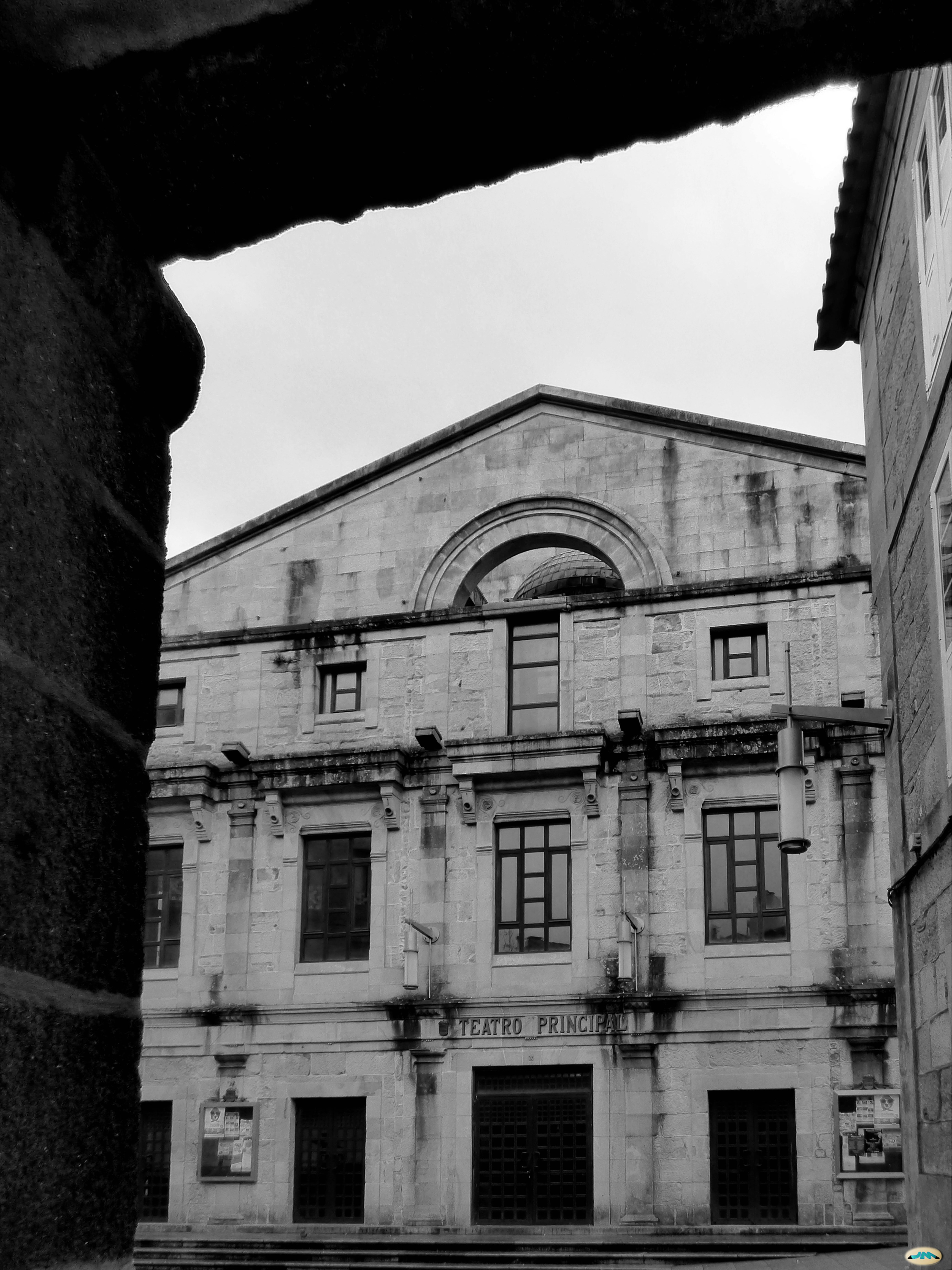
Фасад
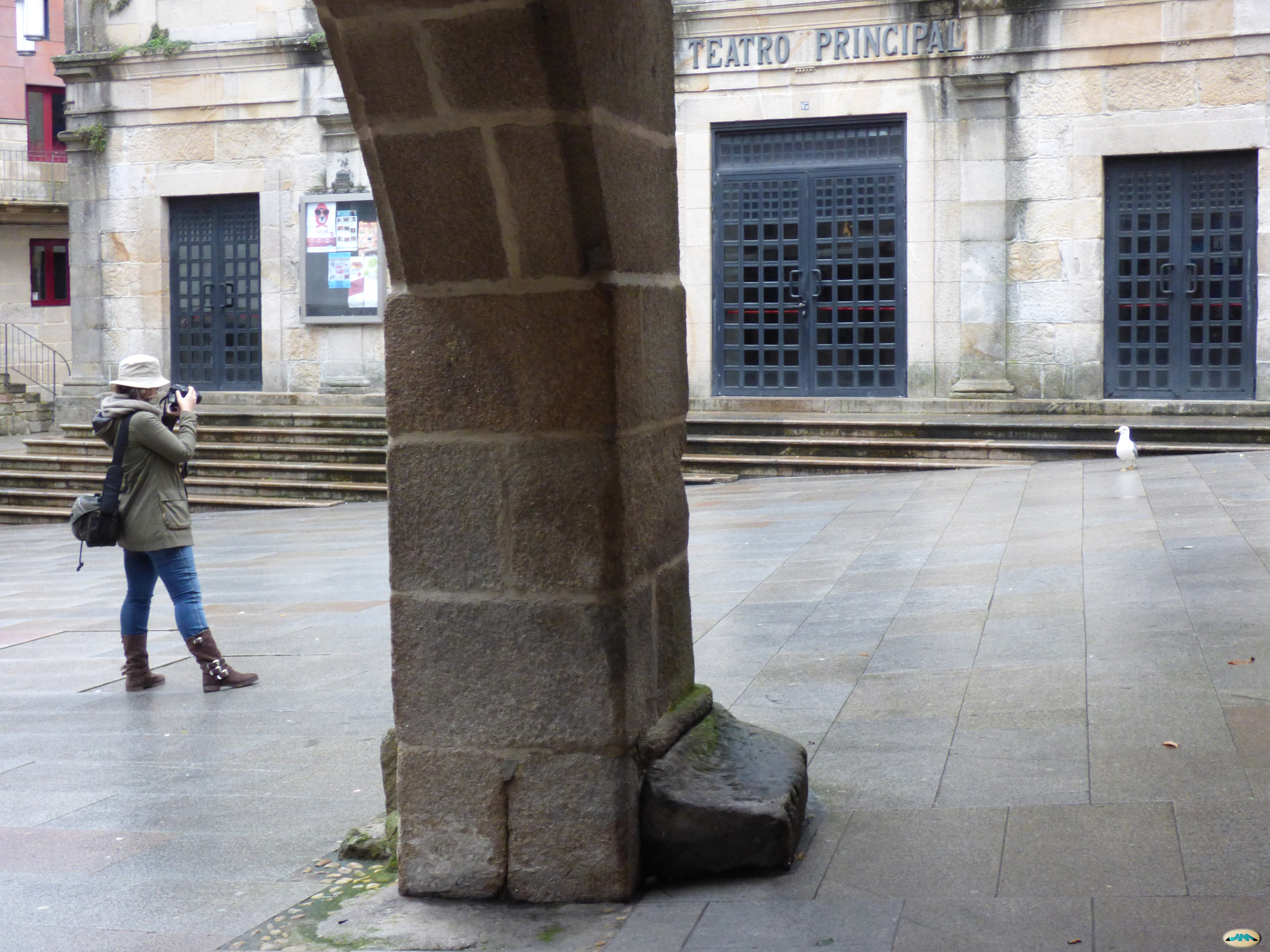
Вход в театр
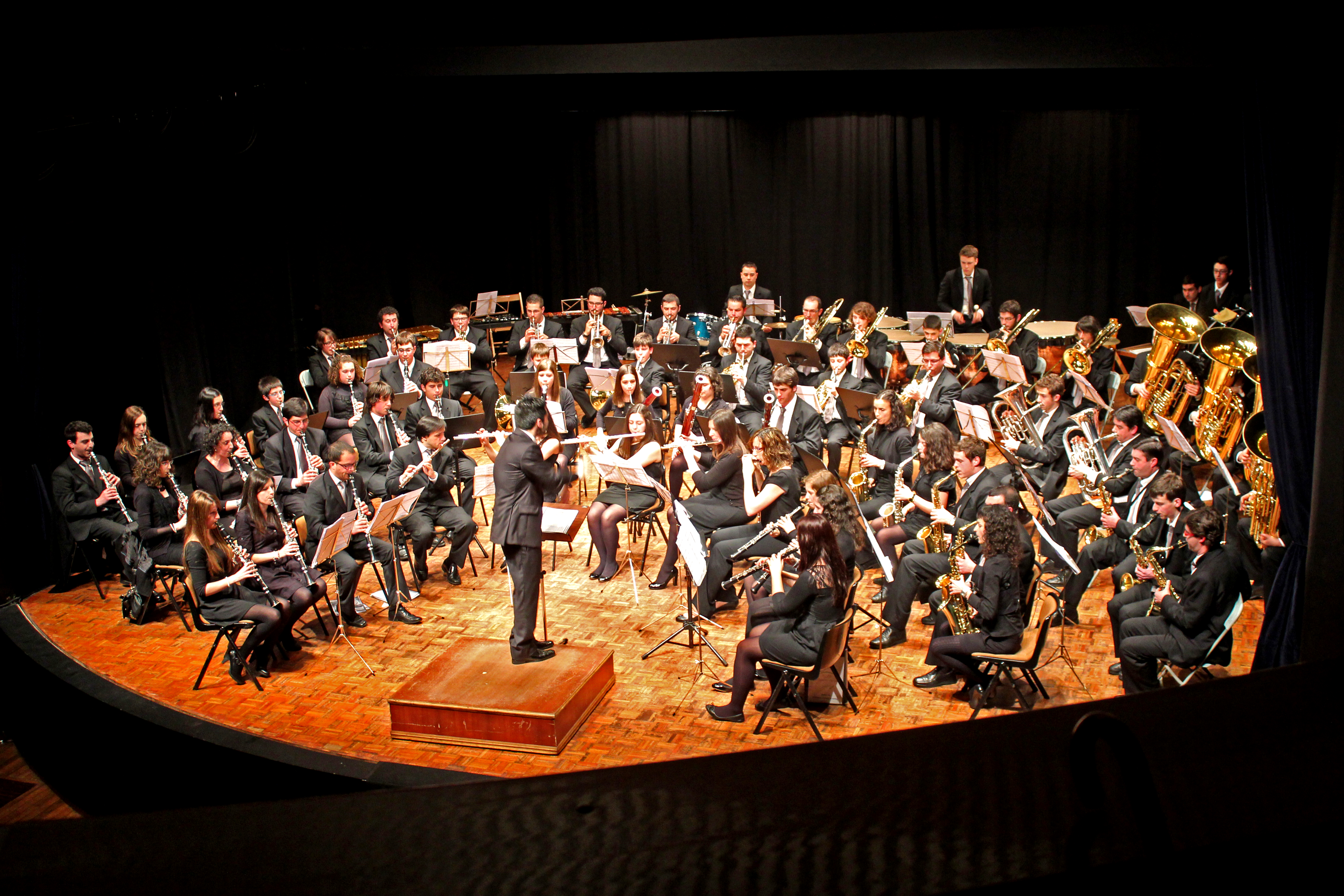
Сцена
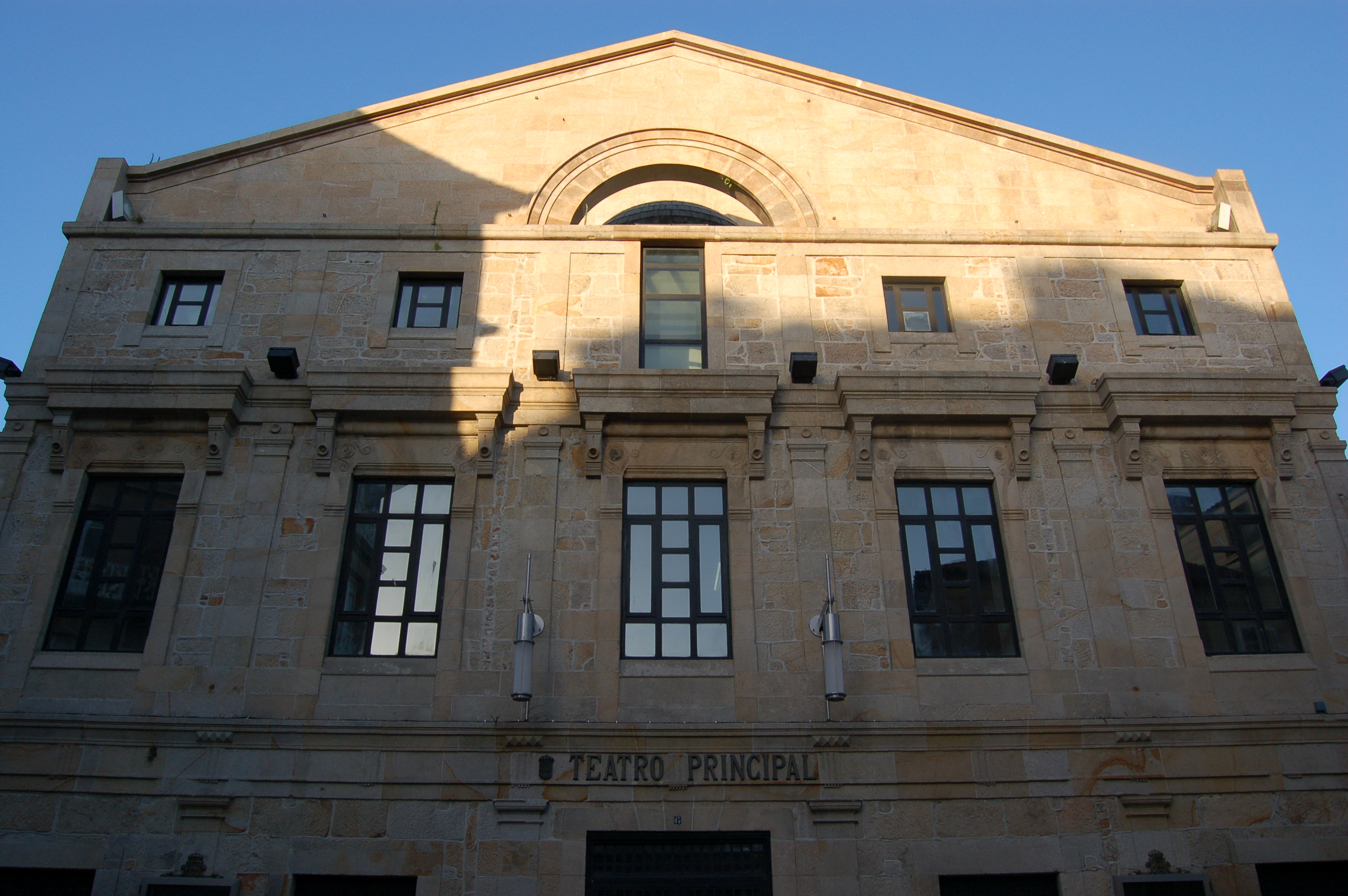
Фасад